# Cercle des nageurs noiséens
Le Cercle des nageurs noiséens est un club de natation sportive et de water-polo basé à Noisy-le-Sec en Seine-Saint-Denis. L'équipe de water-polo masculine évolue au sein du Championnat de France élite.

## Histoire

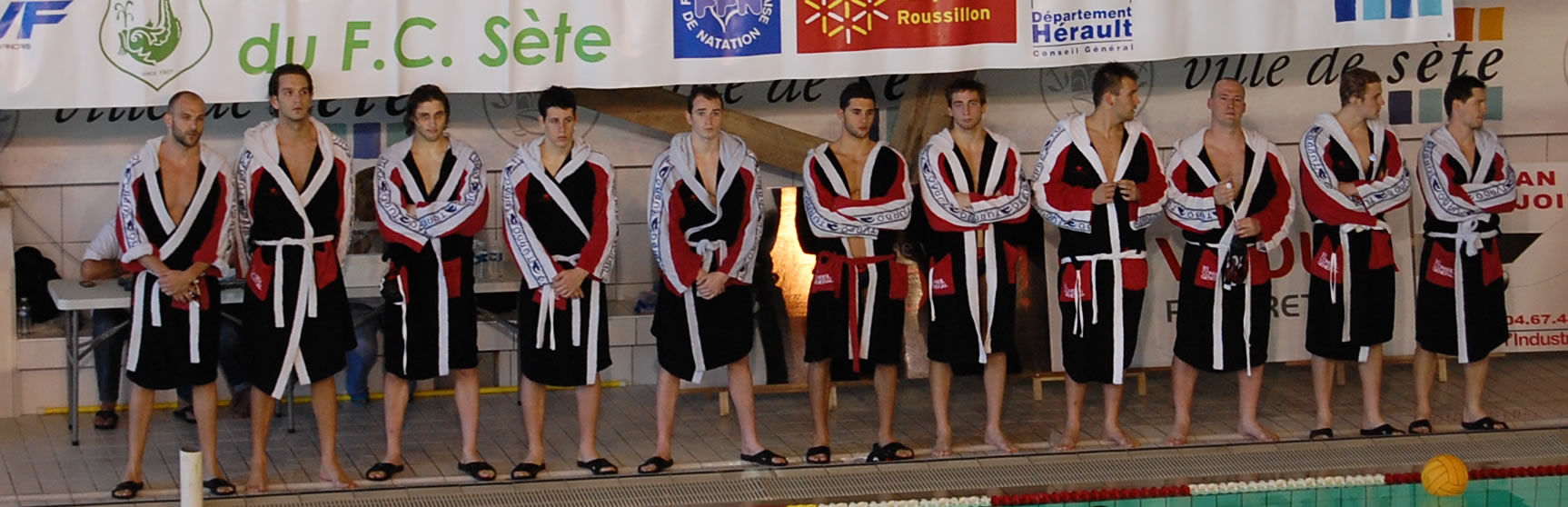
Équipe du Cercle des nageurs noiséens lors du match DFC Sète - CNN pendant la saison 2008-2009

Créé en 1947, le club est ouvert à trois des sports de la natation : la natation synchronisée, la natation sportive et le water-polo.
Présidé par Patrick Bugeaud, Noisy gagne sa place parmi l'élite française à l'issue de la saison 2005-2006 couronnée par un titre de vice-champion de France de national 1, la deuxième division française.
Au cours de sa première saison en élite, il termine cinquième à l'issue de la phase de classement 5e-8e et se qualifie pour le trophée de la Ligue européenne de natation, la seconde coupe d'Europe des clubs, pour la saison 2007-2008.
Cependant, avant-dernier du championnat 2009-2010, l'équipe noiséenne est ensuite battue en barrage par le Taverny Sports nautiques 95 et est relégué en national 1 pour 2010-2011. Champion de N1 dès la saison suivante, il rejoint le championnat élite en 2011-2012.
Le Cercle des nageurs noiséens devient vice-champion de France à l'issue de la saison 2020-2021. Il récidive cette performance les trois saisons suivantes, comme par exemple en 2023-2024. Par la suite, il repart en troisième division nationale[réf. nécessaire].

## Palmarès
- Séniors :
  - Vice-champion de France : 2021, 2022, 2023 et 2024.
  - participation au trophée LEN : 2007-2008 (élimination au premier tour)[2].
  - Promu en championnat de France élite : 2006-2010.
  - Promu en championnat de national 1 : 2002-2006 et 2010-2011.
  - Champion de France de Nationale 3  : 1983, 2000 et 2010 .

- Juniors :
  - Champion de France : 2002.
  - Vice-champion de France : 2003 et 2006.

- Cadets :
  - Champion de France : 2000.
  - 3e du championnat de France  : 2005.

- Minimes :
  - Vice-champion de France : 1998.
  - 3e du championnat de France : 2002.